# Thomas Mayr-Harting
Thomas Mayr-Harting (Epsom, Surrey, Inglaterra, 22 de maio de 1954 em ) é um diplomata austríaco. Desde novembro de 2015 é o Diretor-Geral do Serviço Europeu de Ação Externa para a Europa e Ásia Central.
Até outubro de 2015 chefiou a delegação da UE para as Nações Unidas na cidade de Nova Iorque, cargo em que sucedeu a Pedro Serrano e em que foi sucedido por João Vale de Almeida. Antes de assumir este compromisso, desempenhou o cargo de Representante Permanente da Áustria nas Nações Unidas em Nova Iorque, entre dezembro de 2008 e outubro de 2011. Nesta última, ele também representou a Áustria no Conselho de Segurança das Nações Unidas de 1 de janeiro de 2009 a 31 de dezembro de 2010. Mayr-Harting foi o presidente do Conselho de Segurança da ONU em novembro de 2009.
Mayr-Harting recebeu o seu diploma de Direito na Universidade de Viena em 1977. De 1977 a 1978 estudou direito europeu no Colégio da Europa em Bruges (Bélgica). Em 1978, Mayr-Harting recebeu o Diploma da Academia de Direito Internacional da Haia.
Juntou-se ao serviço diplomático austríaco em 1979. No decorrer de sua carreira, serviu, entre outros, a Missão austríaca nas Comunidades Europeias em Bruxelas (1982-1986), a Embaixada da Áustria em Moscovo (1986-1990), o Gabinete Privado do Ministro dos Negócios Estrangeiros austríaco (1991-1995) e foi Diretor Político Adjunto e Diretor de Política de Segurança e Planeamento de Polítics (1995-1999). De 1999 a 2003, foi embaixador da Áustria na Bélgica e chefe da missão austríaca na OTAN. De 2002 a 2004, Mayr-Harting também foi o Representante Especial do Ministro dos Negócios Estrangeiros austríaco para os Balcãs Ocidentais.
Antes da sua atual nomeação, Mayr-Harting foi Diretor Político (Diretor Geral de Assuntos Políticos) do Ministério das Relações Exteriores da Áustria de 2003 a 2008. Em 2008, também presidiu o conselho de supervisão da Agência Austríaca de Desenvolvimento. Thomas Mayr-Harting é irmão do historiador Henry Mayr-Harting.